# Andrenosoma cruentum
Andrenosoma cruentum är en tvåvingeart som först beskrevs av Mcatee 1919.  Andrenosoma cruentum ingår i släktet Andrenosoma och familjen rovflugor.
Artens utbredningsområde är Florida. Inga underarter finns listade i Catalogue of Life.